# Sobrecarga circulatória associada à transfusão
A sobrecarga circulatória associada à transfusão (TACO, em inglês: Transfusion associated circulatory overload) é uma reação transfusional que pode ocorrer devido a uma transfusão rápida ou de um grande volume de sangue, mas também pode ocorrer durante uma única transfusão de glóbulos vermelhos, geralmente ocorre após seis horas da conclusão da transfusão. A TACO é uma das principais causas de mortes associadas a transfusões de sangue em países como: Reino Unido, Países Baixos e os Estados Unidos.
Os principais sintomas do TACO são: dispneia, ortopneia, taquicardia e rápido aumento da pressão arterial. Geralmente o tratamento é a parada imediata da transfusão, e a colocação da pessoa em vertical, administração de oxigênio, diuréticos e outras terapias.

## Sintomas e diagnóstico
A TACO se manifesta com sinais de desconforto respiratório (falta de ar, baixos níveis de oxigênio no sangue), excesso de líquido no sistema circulatório (inchaço das pernas, tensão arterial elevada, e um ritmo cardíaco elevado).
No exame físico, os pacientes podem apresentar crepitações ao ouvir os pulmões, um sopro (sopro S-3) ao ouvir o coração, inchaço das pernas e veias distendidas no pescoço (distensão venosa jugular).

### Diagnóstico
A divisão da National Healthcare Safety Network dos Centros de Controle e Prevenção de Doenças (CDC) dos Estados Unidos divulgou uma tabela de critérios atualizada em 2021:
Os pacientes diagnosticados com TACO devem ter pelo menos uma das duas características seguintes dentro de 12 horas após o término da transfusão:
- desconforto respiratório agudo ou agravado (taquipneia, dispneia, cianose e/ou hipoxemia) na ausência de outras causas;
- evidência de edema pulmonar agudo ou agravado (por exame físico ou imagem torácica);

Com:
- elevações no peptídeo natriurético cerebral (BNP) ou N-terminal (NT)-pro BNP;
- evidência de alterações no sistema cardiovascular (taquicardia, hipertensão, pressão de pulso aumentada, distensão venosa jugular, edema periférico);
- evidência de sobrecarga de fluidos.

#### Classificação
A TACO pode ser categorizada por gravidade:
| Severidade      | Detalhes | Referência(s) |
| --------------- | --- | ------------- |
| Não-severo      | Não há danos permanentes se o tratamento não for dado. No entanto, o tratamento ainda é necessário                                                                                               | [ 6 ]         |
| Severo          | O paciente requer hospitalização como resultado ou, se já estiver hospitalizado, tem um tempo de permanência prolongado como resultado. O tratamento é necessário para evitar danos permanentes. | [ 6 ]         |
| Ameaça à vida   | São necessários cuidados intensivos, como agentes vasopressores e ventilação mecânica, a fim de evitar a morte.                                                                                  | [ 6 ]         |
| Não determinado | A gravidade da reação é desconhecida. | [ 6 ]         |
| Óbito           | O indivíduo morre por resultado da transfusão ou algo relacionado. | [ 6 ]         |

## Fatores de risco
Fatores de risco incluem condições que predispõem os indivíduos ao excesso de líquido no sistema circulatório (insuficiência hepática causando baixos níveis de proteína no sangue (hipoalbuminemia), insuficiência cardíaca, insuficiência renal, ou síndrome nefrótica), condições que colocam maior estresse no sistema respiratório (doenças pulmonares), e condições que requerem transfusões de grande volume (anemia grave). A idade também tem sido considerada um fator de risco quando indivíduos com menos de 3 anos e com mais de 60 anos estão em risco aumentado.